# Cédric Rosalen
Pas d'image ? Cliquez ici

a Compétitions nationales et continentales officielles uniquement.

b Matchs officiels uniquement.
Cédric Rosalen, né le 10 avril 1980 à Narbonne (Aude) et mort le 9 janvier 2024 à Béziers (Hérault), est un joueur français de rugby à XV évoluant au poste de demi d'ouverture. Il se reconvertit ensuite en tant qu'entraîneur.

## Biographie

### Carrière de joueur
Cédric Rosalen est formé à l'école de rugby du GAOB avant d'intégrer les cadets du RC Narbonne en 1999.
Il porte le maillot national en catégorie des moins de 21 ans, puis en 2006 avec l'équipe nationale réserve « France A ».
Lors de sa carrière professionnelle, il porte le maillot du RC Narbonne jusqu'en 2007, avant de rejoindre l'USA Perpignan pendant une saison, l'US Montauban de 2008 à 2010, puis une dernière année à l'US Carcassonne.

### Carrière d'entraîneur
Cédric Rosalen se reconvertit ensuite en tant qu'entraîneur, notamment à l'Aviron gruissanais de 2013 à 2022, exerçant en parallèle à titre extra-sportif à Gruissan. Il continue tout de même d'évoluer quelques années en tant que joueur au niveau amateur, sous le maillot gruissanais,.
À partir de 2022, il entraîne les trois-quarts de Corbières XV, club de Régionale 2. En parallèle, il intervient en tant que consultant pour le jeu au pied auprès du Valence Romans Drôme Rugby pour la saison 2022-2023, évoluant quant à lui en Nationale. Le club drômois finira champion de France et promu en Pro D2, tandis que celui de Corbière est également sacré champion de France, et promu en Régionale 1.

### Décès et hommages
Cédric Rosalen meurt le 9 janvier 2024 à Béziers à l'âge de 43 ans, d'une embolie pulmonaire. Il est inhumé au cimetière d'Ouveillan, dans l'Aude.
Presque un an après son décès, un film du nom de Rose lui étant dédié est réalisé.

## Palmarès

### En tant que joueur
- Finaliste du Bouclier européen en 2001.

- Meilleur réalisateur, en nombre de points marqués, du championnat top 14 2005-2006 avec le RC Narbonne.
- De 2006 à 2021, il détient le record de points inscrits par un joueur dans un match de Top 14 avec 32 points[13]. Il est dépassé le 13 février 2021 par Benjamín Urdapilleta (33 points).

### En tant qu'entraîneur
- Championnat de France de Nationale :
  - Champion : 2023 avec le Valence Romans Drôme Rugby.
- Championnat de France de Régionale 2 :
  - Champion : 2023 avec Corbières XV.